# 1335
سنة 1335 كانت سنة بسيطة تبدأ يوم الأحد (الرابط يظهر نموذج التقويم الكامل للسنة) من التقويم اليولياني.

## مواليد
- ابن رجب الحنبلي
- جنرال جونغجي

## وفيات
- محمود بن علي بن محمد القاشاني.
- مهنا بن عيسى.